# Chasiempis ibidis
Chasiempis ibidis е вид птица от семейство Monarchidae. Видът е застрашен от изчезване.

## Разпространение
Видът е разпространен в САЩ.